# Dichrooscytus rufipennis
Dichrooscytus rufipennis is een wants uit de familie van de blindwantsen (Miridae). De soort werd het eerst wetenschappelijk beschreven door Carl Fredrik Fallén in 1807.

## Uiterlijk
De ovale wants heeft altijd volledige vleugels en kan 5,5 tot 6,5 mm lang worden. De kop en het halsschild zijn groen, net als de antennes en de pootjes. Het scutellum is helemaal of gedeeltelijk rood gekleurd. Het lichaam voor een groot deel oranjerood. Het uiteinde van het verharde deel van de voorvleugels (cuneus) is licht oranje of geel. Het doorzichtige gedeelte van de vleugels is grijs met oranjerode aders. Daarmee lijkt de wants zeer op Dichrooscytus gustavi, die komt echter vooral voor op jeneverbes, is kleiner en heeft een scutellum dat volledig groen is. Ook lijkt Dichrooscytus rufipennis op de andere Nederlandse soort uit het genus Dichrooscytus namelijk Dichrooscytus intermedius. Die leeft echter voornamelijk op spar, is iets kleiner, heeft een naar verhouding korter tweede antennesegment en heeft grotere ogen die dichter bij elkaar staan.

## Leefwijze
De soort kent één generatie per jaar en komt als eitje de winter door. De volgroeide dieren zijn van mei tot augustus te vinden in naaldbossen, tuinen en heidegebieden. De wantsen leven voornamelijk op grove den (Pinus sylvestris) en soms op andere coniferen.

## Leefgebied
In Nederland is de soort algemeen en wordt hier voornamelijk in het binnenland en de duinen van Noord- en Zuid-Holland waargenomen. Van oorsprong is het verspreidingsgebied Palearctisch van Europa tot het Midden-Oosten en Siberië in Azië maar de soort is ook in Noord-Amerika geïntroduceerd.